# Wilhelm Speidel
Wilhelm Speidel (Metzingen, 8 luglio 1895 – Nürtingen, 3 giugno 1970) è stato un generale tedesco.
Era fratello maggiore del generale Hans Speidel.

## Biografia

### Origini, prima guerra mondiale ed esercito del Reich
Era figlio di Emil (1859–1938) e della di lui consorte Amalie "Mali" von Klipstein (1869–1952). Il padre era capo delle guardie forestali e Presidente della Direzione forestale del Regno di Württemberg a Stoccarda. All'età di 17 anni, il 26 giugno 1913 entrò come Allievo ufficiale nel Reggimento dei Granatieri König Karl (5º Württembergisch) Nr. 123. Poco dopo lo scoppio della prima guerra mondiale fu promosso sottotenente e andò sul fronte occidentale come addetto ai trasporti; il suo reggimento era inquadrato nella 27ª Divisione del regno di Württemberg. (Alla fine di novembre 1914 fu raggiunto, inquadrato nel medesimo reggimento, dal fratello minore Hans). Alla fine del 1915 ebbe, di tanto in tanto, il comando di una compagnia. Il 22 marzo 1918 Wilhelm Speidel fu promosso tenente e partecipò all'Offensiva tedesca di primavera tra le truppe di élite.
Dopo l'armistizio di Compiègne e la fine della guerra fu promosso aiutante preso il comando di distretto a Reutlingen in unione a quello di Schwäbisch Gmünd. Dal 19 luglio 1919 Speidel fu aiutante del II battaglione del Reggimento 26 dei Reichswehr-Schützen e dal 1º ottobre al 14 dicembre 1920 ufficiale della compagnia nel 25º reggimento. Quindi fu, per breve tempo, aiutante nel comando di distretto di Stoccarda.
Dal 1º gennaio 1921 fu trasferito al 13º reggimento di fanteria. Dal 1º ottobre 1921 fu ufficiale di squadrone nel 18º reggimento di cavalleria e fino al 30 aprile 1923 fu ufficiale di stato maggiore della 5ª divisione a Stoccarda. Insieme a questo incarico ebbe quello di ufficiale addetto ai trasporti fino al 31 luglio di quell'anno. Rientrato nel reggimento di cavalleria, dal 1º ottobre 1925 al 30 settembre 1926 fece parte del comando del 1º battaglione del 13º reggimento di fanteria e nel contempo divenne comandante di squadrone di cavalleria. Come tale entrò quindi nella divisione organizzativa dell'esercito del Ministero della Difesa a Berlino e dal 9 luglio fino al 30 settembre 1927 fece parte del 2º reggimento di cavalleria a Allenstein. Fu quindi trasferito presso l'11º reggimento di cavalleria a Prudnik.
Il 31 marzo 1928 lasciò il servizio attivo per svolgere un'attività addestrativa nella scuola segreta di volo dell'esercito del Reich in Unione Sovietica.
Reinserito il 1º febbraio 1929 nell'esercito tedesco, dopo una breve permanenza nel 10º reggimento di cavalleria, tornò a operare nel Ministero della Difesa. Questa volta lo nominarono referente nella divisione statistica dell'esercito. Dal 6 maggio 1929 fu comandato per un anno presso l'aeronautica militare degli Stati Uniti d'America, con compiti di addestramento e di osservazione. Al ritorno in Germania, riprese il lavoro presso il Ministero della difesa.

### Wehrmacht e impiego nella seconda guerra mondiale
Un mese dopo la sua promozione a maggiore del 1º ottobre 1933 entrò a far parte della Luftwaffe, continuando il suo utilizzo come referente presso il Ministero. Dal 1º marzo fino al 30 giugno Speidel fece parte dello Stato maggiore della Luftwaffe e subentrò come comandante del gruppo aereo nell'aeroporto militare di Giebelstadt.
Come tenente colonnello (dal 1º settembre 1935) divenne il 1º aprile 1936 capo di stato maggiore del III distretto aeronautico a Dresda, e fu in questa funzione che venne promosso colonnello il 1º ottobre 1937. Seguì a questa promozione la nomina a capo di stato maggiore del comando del 1º gruppo della Luftwaffe. Mantenne tale funzione anche dopo la ristrutturazione della Flotta aerea (Luftflotte) n. 1 dal 1º febbraio 1939.
Dopo l'inizio della seconda guerra mondiale egli fu promosso il 22 settembre 1939 maggior generale e dal 1º gennaio fino al 9 ottobre 1940 fu capo di stato maggiore della Flotta aerea n. 2. Come tenente generale (dal 19 luglio 1940) divenne comandante aggiunto della missione aerea in Romania e dal 1º gennaio 1942 divenne General der Flieger. Dal 15 giugno al 10 settembre 1942 si trovò nella riserva in attesa di incarichi di comando. Fu quindi nominato comandante generale della Grecia meridionale e l'8 settembre 1943 divenne Comandante militare di tutta la Grecia. In quel tempo iniziarono i numerosi crimini di guerra, per quali anche Speidel fu responsabile. Uno di questi fu il massacro di Kalavryta, per il quale, secondo un comunicato di Speidel del 31 dicembre 1943, furono fucilati 758 civili. Il 27 aprile 1944 ci fu il suo rimpiazzo e rinnovato trasferimento nella riserva. Dal 10 settembre 1944 fino al 22 gennaio 1945 funse da comandante dello stato maggiore di collegamento del Comando supremo della Luftwaffe del sudest. Infine fu nuovamente per breve tempo assegnato alla riserva e il 14 marzo 1945 fu nominato comandante generale del III Commando cacciatori.

### Dopoguerra

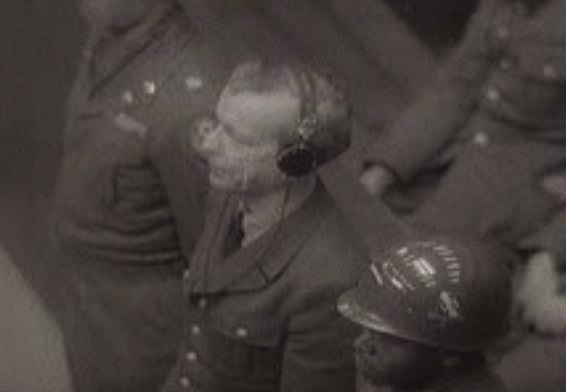
Speidel nel 1948 durante il suo processo

Con la resa incondizionata della Wehrmacht l'8 maggio 1945 Speidel finì prigioniero di guerra degli americani.
Gli Alleati accusarono Speidel nel processo ai generali del sudest europeo per il loro ruolo durante l'occupazione della Grecia. Speidel fu difeso da Joseph Weisgerber, assistito da Erich Bergler. Weisgerber aveva già maturato esperienza nel processo ai dottori, difendendo Wolfram Sievers. Speidel fu condannato il 19 febbraio 1948 a vent'anni di reclusione per crimini di guerra. Nel corso dell'intensa polemica sul riarmo della Germania federale dopo lo scoppio della guerra di Corea nell'estate del 1950 l'Alto commissario John McCloy, dietro suggerimento del membro del Consiglio per la clemenza per i criminali di guerra, David W. Peck, il 31 gennaio 1951, trasformò la condanna di Speidel nel periodo di carcere già scontato. Il giorno 3 febbraio 1951 Speidel, insieme ad altri 32 imprigionati nel carcere di Landsberg per criminali di guerra, fu liberato.

## Onorificenze
Durante la prima guerra mondiale Speidel fu insignito delle seguenti onorificenze:

## Pubblicazioni
- (DE)  Wilhelm Speidel (con lo pseudonimo di Helm Speidel): Reichswehr und Rote Armee (PDF; 1,7 MB). In: Vierteljahrshefte für Zeitgeschichte, Jg. 1, Nr. 1/1953, S. 9–45, con prefazione di Hans Rothfels.